# Алапаєвський міський округ (Алапаєвськ)
Алапа́євський міський округ (рос. Алапаевский городской округ) — адміністративна одиниця Свердловської області Російської Федерації.
Адміністративний центр — місто Алапаєвськ.

## Населення
Населення міського округу становить 43379 осіб (2018; 44455 у 2010, 50953 у 2002).

## Склад
До складу міського округу входять 10 населених пунктів:
| Населений пункт           | Населення, осіб (2002) | Населення, осіб (2010) |
| ------------------------- | ---------------------- | ---------------------- |
| Алапаєвськ, місто         | 44263                  | 38192                  |
| Асбестовський, селище     | 1229                   | 1274                   |
| Верхня Алапаїха, присілок | 35                     | 15                     |
| Западний, селище          | 1216                   | 1159                   |
| Зиряновський, селище      | 911                    | 876                    |
| Мілкозерово, село         | 385                    | 420                    |
| Нейвінський, селище       | 60                     | 22                     |
| Нейво-Шайтанський, селище | 2645                   | 2308                   |
| Озеро, селище             | 59                     | 52                     |
| Устьянчики, присілок      | 150                    | 137                    |

## Найбільші населені пункти
| № | Населений пункт   | Населення, осіб (2002) | Населення, осіб (2010) |
| - | ----------------- | ---------------------- | ---------------------- |
| 1 | Алапаєвськ        | 44 263                 | 38 192                 |
| 2 | Нейво-Шайтанський | 2 645                  | 2 308                  |
| 3 | Асбестовський     | 1 229                  | 1 274                  |
| 4 | Западний          | 1 216                  | 1 159                  |